# Leonard Digris
Leonard Digris, född 13 juni 1921 i Riga, död 18 mars 2003 i Hästveda, var en lettisk-svensk konstnär.
Han var son till officeren Edvard Digris och Eugenija Luntéus samt från 1945 gift med Berit Nina Gustavsson (1926–2010).
Digris studerade vid konstakademien i Vilnius 1939–1941 och vid konstakademien i Riga 1941–1943. Han kom till Sverige i mitten av 1940-talet och ställde ut separat i Linköping och Helsingborg 1946. Han medverkade i den Baltiska samlingsutställningen på Liljevalchs konsthall 1946 och medverkade därefter i Jönköpings höstsalonger.
Hans konst består av stilleben, porträtt och landskapsmålningar i olja eller pastell.